# 安部三代治
安部 三代治（あべ みよじ、1899年〈明治32年〉10月1日 - 没年不明）は、日本の実業家。

## 経歴
鳥取県西伯郡車尾村（現・米子市車尾）出身。安部亀次郎の三男。1914年、高等小学校を卒業し、坂口平兵衛本店に勤務する。1920年、坂口合名会社に入社し、理事・支配人となる。
島根水産、三光冷蔵、米子交通各社長、坂口木材、山陰石油、日ノ丸総本社、日ノ丸自動車、大同木材工業、山陰スバル各取締役、米子電車軌道、米子林産各監査役、鳥取県経営者協会副会長、鳥取県地方労働委員会委員、米子市危険物保安協会会長などをつとめた。

## 人物
趣味は読書、旅行、俳句。宗教は曹洞宗。住所は米子市久米町。弟は米子電業社長の安部寛治。

## 家族
安部家
- 妻（1909年 - ?、鳥取、石野秀男の長女）[4] - 鳥取市出身[1]。
- 長男（日本レイヨン勤務）[5]
- 長女（旭化成工業勤務）[5]